# 金泽洙
金泽洙（韓語：김택수，1970年5月25日—），韩国乒乓球教练，前乒乓球运动员。

## 简历
金泽洙出生于韩国一个普通家庭，在四个兄弟中排行第三。小学五年级时，他和两个朋友一起凑“热闹”参加了学校的业余乒乓球班，中学三年级时，他首次拿到全国比赛冠军；高中一年级时，入选了国家青年队。
1990年代初期，金泽洙超越了汉城奥运会男单冠军刘南奎，成为韩国队男子乒乓球队的绝对主力。1992年巴塞罗那奥运会，金泽洙于四分之一决赛淘汰中国的王涛，打入四强。而在半决赛负于当届冠军瓦尔德内尔，获得铜牌。双打赛场上，金泽洙与刘南奎的组合杀入半决赛，以1:3负于中国的王涛/吕林，获得铜牌。此后，金泽洙曾参加1996年亚特兰大奥运会及2000年悉尼奥运会，但均未能打入四强。
金泽洙在球员生涯时期一直未能夺得男子单打世界冠军，最好战绩是1998年曼谷亚运会的男子单打冠军。
2004年雅典奥运会，金泽洙以教练身份指导柳承敏获得男单冠军。同年年底，金泽洙正式宣布退役。2010年，金泽洙曾短暂接替辞职的刘南奎，出任韩国男子乒乓球队教练。
2017年3月9日，接任韓國男子乒乓球隊主教練。

## 技术特點
金泽洙的打法为右手直握球拍弧圈球。正手抽杀力量大、旋转强，有“世界第一直板”的美称，後世直板選手莫不奉其技術為圭臬，包括同隊後輩柳承敏。
金也是將直拍打法從快攻完全過渡到弧圈的先驅，將日式直拍推到空前的境界。他常以正手對決的打法被稱為「韓式日直」，與蔣澎龍以推擋相持為主的「台式日直」並立，前者常見於專業比賽，後者常為業餘愛好者所用。 
金策略清楚，少有失位，前三板搶攻兇猛，第三至第五板的飛身爆衝常是一擊必殺，極快的步速提供他全檯正手良好的基礎，常能一步到位，中遠檯的對拉和放球的本領更是出神入化。

## 主要战绩
- 1990年亚锦赛混双亚军，世界杯男子双打冠军；
- 1991年第41届世乒赛男单四强；
- 1992年第25届奥运会男单、男双铜牌，世界杯男单亚军，世界杯男子双打冠军；
- 1993年第42届世乒赛男双四强；
- 1994年亚运会男双亚军，
- 1995年世界杯男子团体赛冠军，世乒赛男团第三；
- 1996年亚锦赛男双亚军，男团冠军，日本公开赛男双冠军；
- 1997年中国、波兰公开赛男单亚军，世乒赛男团第三；
- 1998年世界杯男单亚军，亚运会男单冠军，澳大利亚公开赛男单亚军；
- 1999年第45届世乒赛男单八强、男双四强，中国公开赛男双亚军，英国、卡塔尔公开赛男单亚军；
- 2000年世界杯男单亚军，国际乒联巡回赛总决赛男双亚军，波兰公开赛男单八强、男双四强，美国公开赛男单八强、男双四强，中国公开赛男单四强、男双八强，亚锦赛男单、混双亚军，世乒赛男单八强、男双四强；
- 2001年世乒赛男单八强、男双四强、男团四强，丹麦公开赛男双冠军，日本公开赛男双亚军，韩国公开赛男单冠军、男双四强，卡塔尔公开赛男单、男双亚军，国际乒联总决赛男双冠军；
- 2002年亚运会男双亚军，卡塔尔公开赛男双亚军，韩国公开赛男双冠军；
- 2003年克罗地亚公开赛男双亚军，第47届世乒赛男双四强。